# Villa Arata
Die Villa Arata ist ein Landhaus aus den 1950er-Jahren im Viertel Posillipo von Neapel in der italienischen Region Kampanien. Es liegt an der Via Francesco Petrarca, 133–135.

## Geschichte und Beschreibung
Die Villa ist ein Beispiel für den Rationalismus in Neapel und wurde 1952 von Gio Ponti entworfen. Der Komplex ist durch zahlreiche Loggien gekennzeichnet, die die Fassade gliedern, die später verändert wurde, wobei sie aber ihren Charakter behielt. Die Innenräume zeichnen sich durch doppelte Raumhöhe und große Fensterflächen zum Golf von Neapel hinaus aus. Das Gebäude selbst besteht aus Stahlbeton, hat ein flaches Dach und die Fassade ist verputzt.